# Pomerèlia
|  | No s'ha de confondre amb Pomerània. |

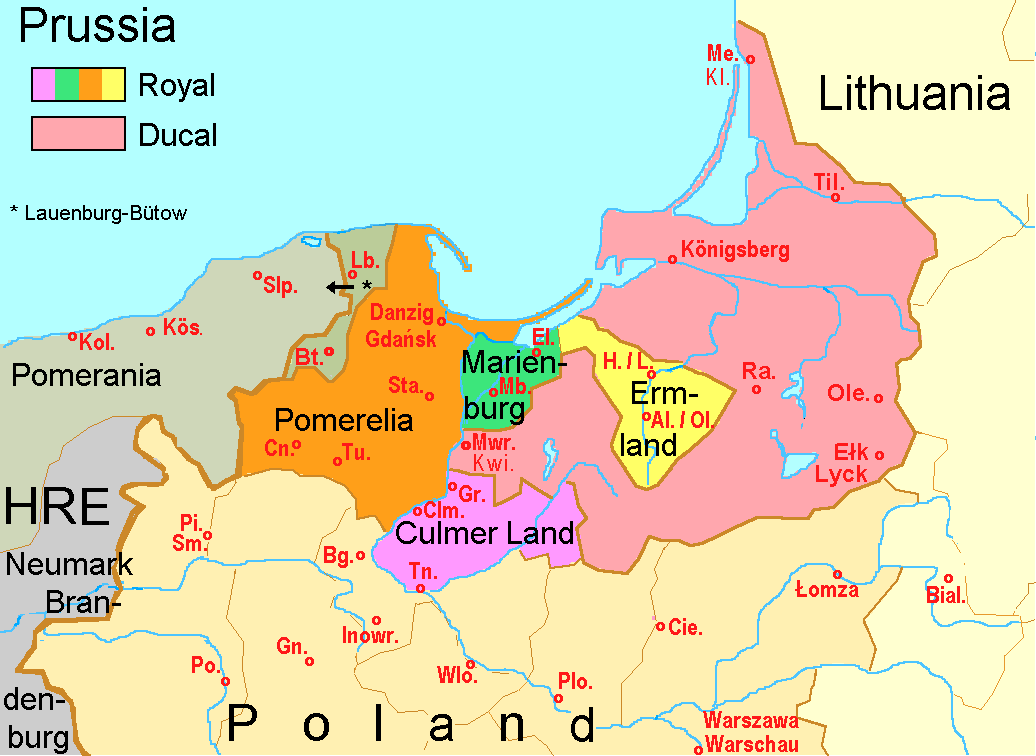
Pomerèlia quan era part de la Prússia Reial, (1385–1569)

Pomerèlia (en alemany: Pommerellen) és una regió històrica del nord de Polònia. Pomerèlia es troba a la part est de Pomerània, a la costa sud de la mar Bàltica i a l'oest del riu Vístula i el seu delta. Aquesta zona està centrada en la ciutat de Gdańsk (Danzig), a la desembocadura del Vístula. De vegades rep el nom de Gdańsk Pomerania.

## Història antiga

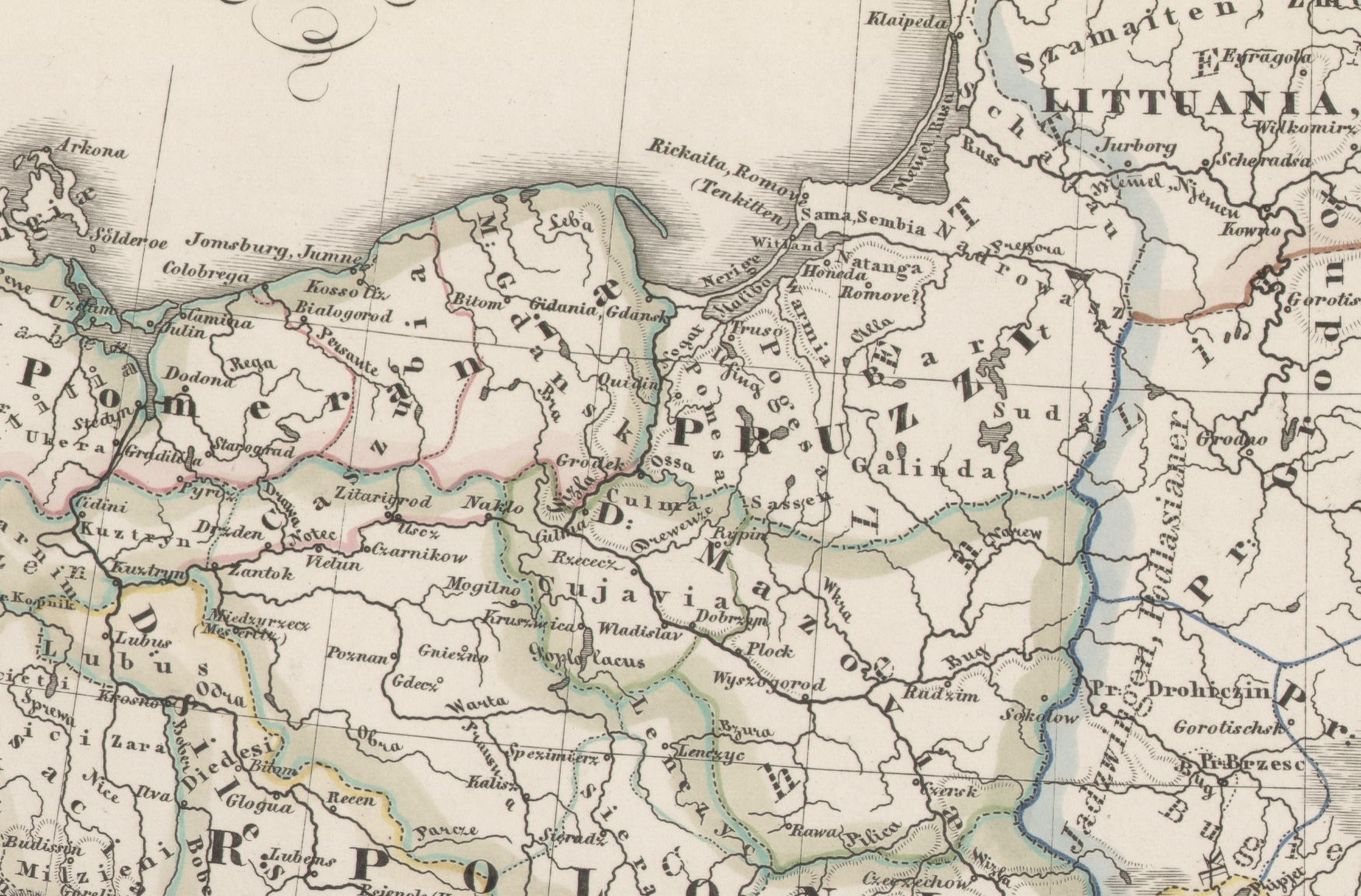
Pomerèlia amb Kashubia - Caszubia: un poble eslau fins al 1125

En temps antic, Pomerèlia formava part de la cultura de Pomerània (amb la cultura de les urnes, 650 aC-150 aC), la cultura Oxhöft (150 aC–1 dC, associades amb parts dels Rugii i Lemovii), i la cultura Willenberg (1 dC–450 dC, associada amb els Veneti del Vístula, gots, Rugii, Gepids).

## Ducat de Pomerèlia
Al segle x, Pomerèlia estava habitada per la tribu eslava del pomerians, que eren súbdits del rei Bolesław I de Polònia. Al segle xi, s'hi va crear un ducat independent. El 1116-1121, Pomerània va ser reconquerida per Polònia i Pomerèlia va romandre dins del reialme de Polònia mentre que Pomerània es va fer independent. Al segle xiii, el ducat va ser partit temporalment entre els principats de Gdańsk (Danzig), Białogarda (Belgard a.d.Leba), Świecie (Schwetz), i Lubieszewo-Tczew (Liebschau, Dirschau).

## Pomerèlia com a part de l'orde teutònic i l'estat polonesolituà

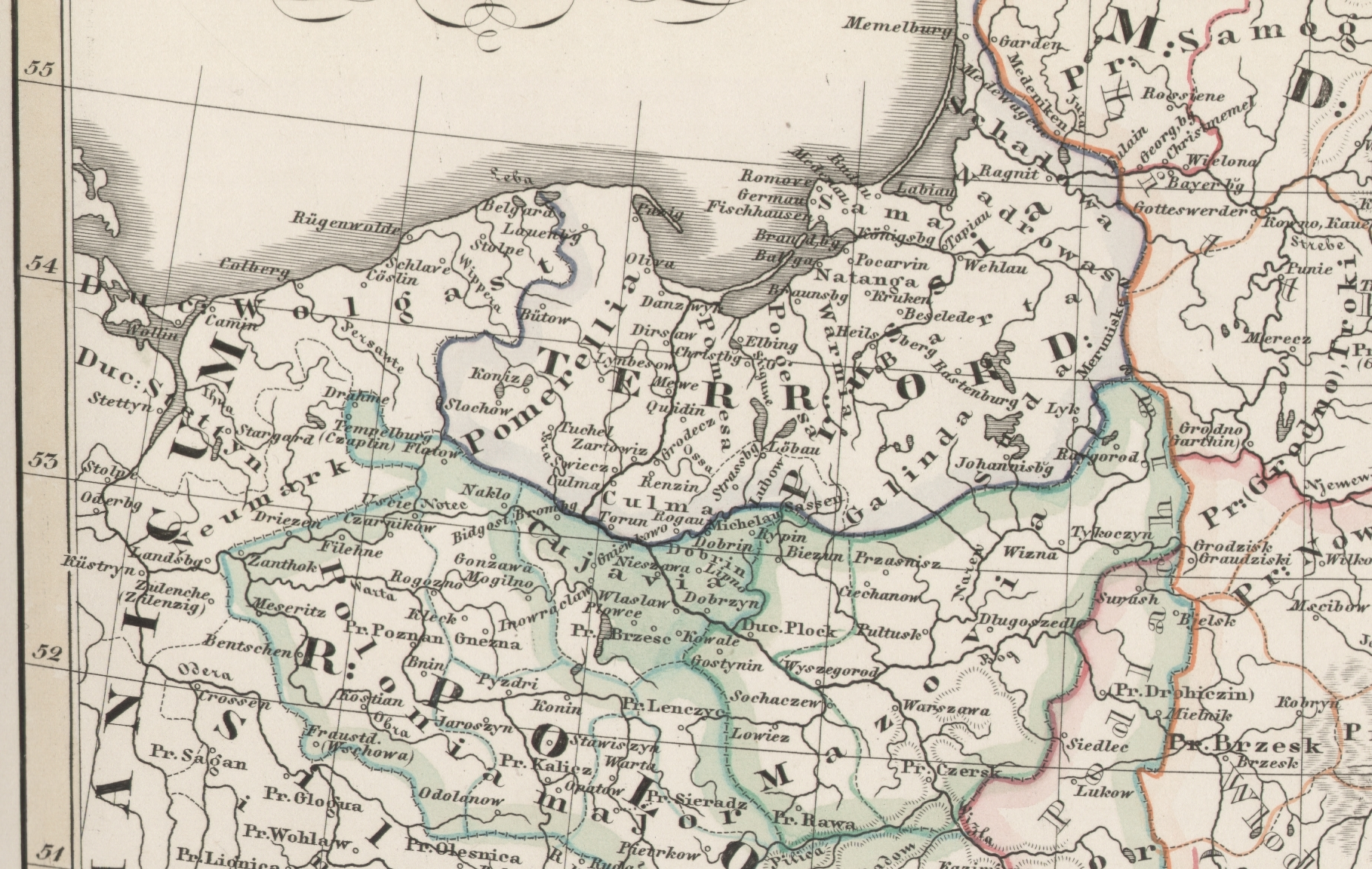
Pomerèlia com una part de l'estat dels cavallers teutons

Hi va haver un acord entre Albert I d'Alemanya, i el rei Wenceslaus II de Bohèmia, que va rebre els territoris de la Gran Polònia i Pomerèlia acceptà la sobirania sobre aquestes del rei Albert I. El 1300, a Mainz, Wenceslaus rebé la corona de Polònia del rei Albert.
El 1308, el rei Władysław I demanà ajuda als cavallers teutònics, els quals s'apoderaren del territori.
Després de la Segona Pau de Thorn (1466), Pomerèlia, com a part de la Prússia occidental, passà a ser part de la província polonesa de la Prússia Reial fins a 1772, amb certa autonomia fins a 1569.

## Pomerèlia com a part occidental de Prússia
Com a part de la Prússia Reial, Pomerèlia va ser annexada pel Regne de Prússia durant el sgle XVII (les Particions de Polònia), passant a formar part de la nova província de la Prússia occidental. Després de la Primera Guerra mundial (1914–1918), el tractat de Versalles transferí la majoria d'aquesta regió de la República de Weimar a la nova Segona República de Polònia, formant el que es va dir passadís polonès.

## Població
Des de l'alta edat mitjana, Pomerèlia va estar habitada per alemanys durant l'Ostsiedlung. El pomerians alemanys eren la població dominant en les ciutats, mentre que en moltes zones rurals la població majoritària era descendent dels caixubians i dels pomerians eslaus. El delta del Vístula estava a l'edat mitjana habitat pels alemanys del Vístula. En temps moderns hi ha haver immigració de polonesos. Després de la Segona Guerra mundial, la població alemanya, o va morir, o emigrar o va ser-ne expulsada(neteja ètnica).